# Тоні Кабаса
Тоні Кабаса (порт. Tony Cabaça, нар. 23 квітня 1986, Луанда) — ангольський футболіст, воротар клубу «Примейру де Агошту» і національної збірної Анголи.

## Клубна кар'єра
У дорослому футболі дебютував 2007 року виступами за команду «Атлетіку Авіасан». Наступного року грав за «Дешпортіву» (Уїла), а у 2009 перейшов до «Примейру де Агошту».
Згодом протягом 2013-2014 років знову захищав кольори «Дешпортіву» (Уїла), після чого повернувся до «Примейру де Агошту». У складі команди останнього протягом 2016—2019 років чотири рази поспіль ставав чемпіоном Анголи.

## Виступи за збірну
2019 року дебютував в офіційних матчах у складі національної збірної Анголи. Того ж року провів ще 8 матчів за національну команду. Зокрема був її основним воротарем на тогорічному Кубку африканських націй в Єгипті, де взяв участь у всіх трьох іграх групового етапу, який його команді подолати не вдалося.